# Pioneer Marshal
Pioneer Marshal è un film del 1949 diretto da Philip Ford.
È un western statunitense con Monte Hale, Paul Hurst e Nan Leslie.

## Produzione
Il film, diretto da Philip Ford su una sceneggiatura di Robert Creighton Williams, fu prodotto da Melville Tucker, come produttore associato, per la Republic Pictures e girato nell'Iverson Ranch a Chatsworth, Los Angeles, California, da metà settembre a fine settembre 1949. Il brano della colonna sonora When Dallas Is Your Home fu composto da Bob Williams e Jack Elliott.

## Distribuzione
Il film fu distribuito negli Stati Uniti dal 24 novembre 1949 al cinema dalla Republic Pictures. È stato distribuito anche in Brasile con il titolo Medindo Forças.